# Mistrzostwa Polski w koszykówce mężczyzn (1931)
IV Mistrzostwa Polski w koszykówce mężczyzn. Turniej finałowy był rozgrywany w Poznaniu z udziałem trzech drużyn w dniach od 19 do 20 września 1931 r. 

## Rozgrywki
- 19.09.1931  Polonia Warszawa - Cracovia 31:22 (12:10)
- 20.09.1931  AZS Poznań - Cracovia 30:0 walkower, mecz przerwany w 17 min. przy stanie 12:3, drużyna Cracovii zeszła z boiska nie akceptując decyzji sędziego
- 20.09.1931  AZS Poznań - Polonia Warszawa 19:13 (7:7)

## Klasyfikacja końcowa
| Miejsce | Zespół           | Mecze | Zwycięstwa-Porażki | Bilans punktów |
| złoto   | AZS Poznań       | 2     | 2-0                | 49:13          |
| 2.      | Polonia Warszawa | 2     | 1-1                | 44:41          |
| 3.      | Cracovia         | 2     | 0-2                | 22:61          |

## Składy drużyn
- W drużynie Polonii zagrali m.in. Zieliński i Gregołajtis.
- W zespole Cracovii m.in. Lubowiecki, Trytko i Skucha.